# Série 2700 de FEVE
La Série 2700 de la FEVE est un modèle d'autorail utilisé en Espagne à partir de 2009 par l'entreprise ferroviaire FEVE. Initialement, celle-ci a attribué au consortium conduit par le CAF la construction de douze unités de traction diesel hydraulique, dont le contrat date de décembre 2007. Un an plus tard, le Conseil d'Administration de l'entreprise a autorisé l'extension du contrat de base pour 11 unités supplémentaires, totalisant 23 unités, construites en deux phases, et dont le montant global s'élevait à 79.62 millions d'euros. Les trains sont livrés à raison de 2 unités par mois pendant les années 2009 et 2010. Ils entreront en service pour la FEVE, dans les Asturies, Cantabrie, la Galice, la Castille et León, la Biscaye et Murcie.

## Caractéristiques
La série 2700 dispose de 90 places par véhicule, avec des sièges orientables selon le sens de la marche, dotés de repose-têtes et accoudoirs, et avec de la tapisserie d'ameublement ignifugéE. Son intérieur est soigné, est équipé de l'air climatisé, écrans cinéma, sonorisation, panneaux de signalisation, sonorisation indépendante pour chaque siège, services avec système fermé de récolte de déchets, etc. Le confort est aussi garanti grâce à la suspension secondaire pneumatique avec laquelle sont dotés les bogies.
Les unités disposent de conditions d'accessibilité pour les personnes à mobilité réduite, pour qui des zones sont réservées dans chaque train et pente automatique pour l'accès. La composition des trains est de deux voitures, les deux motorisées, pouvant être portés jusqu'à quatre au moyen d'accroches automatiques.
Ils disposeront du système ASFA, avec la technologie la plus moderne d'aide à la conduite, de systèmes d'évacuation d'urgence sur les parties frontales, d'un circuit fermé de télévision pour la vidéosurveillance, etc. Parmi les systèmes de freinage, ils disposent de rails électromagnétiques pour freinage d'urgence à une décélération maximale de 1,2 m/s2.
Les véhicules sont équipés pour leur traction d'un moteur diesel MTU de 390 kW à 1800 tr/min et une boîte de vitesses Voith dotée de frein hydraulique. La relation poids/puissance est la plus faible parmi les trains diesel qui circulent en Espagne. Pour la fourniture d'énergie électrique ils disposent d'un générateur de 70 kVA relié au moteur diesel. En outre, ils disposent d'un compresseur de 900 l/min (litre par minute) pour la fourniture de l'air comprimé pour le frein et la suspension pneumatique.
Chaque voiture dispose d'une porte de mise en route électrique par flanc et toutes les deux sont reliées par un couloir d'inter-circulation.
La première unité a été mise en service en août 2009 à El Berrón (Asturies), auquel a participé le Ministre de l'équipement, José Blanco.

## Sources

### Traduction
- (es) Cet article est partiellement ou en totalité issu de l’article de Wikipédia en espagnol intitulé « Serie 2700 de FEVE » (voir la liste des auteurs).